# Муссато, Альбертино
Альбертино Мусса́то (итал. Albertino Mussato, лат. Albertinus Mussatus; 1261, Падуя, — 31 мая 1329, Кьоджа) — итальянский поэт, драматург, дипломат и хронист-предгуманист. 

## Биография
Большая часть биографической информации о Муссато содержится в его собственной элегии «Следует ли праздновать его день рождения, или нет» (De Celebratione suae diei nativitatis facienda vel non). Он происходил из среды пополанов Падуи и родился в семье городского глашатая и нотариуса Джованни Кавальери, хотя ходили слухи, что настоящим отцом его являлся крёстный и друг семьи Вивиано Мусо, фамилию которого он взял себе ещё в молодости сам. Его дед Альберто Муссио, землевладелец из Оттаво близ Ареццо, владел мельницами на мосту Молин.
После смерти сначала отца, а затем, в 1277 году, и опекуна Мусо, он вынужден был зарабатывать на жизнь перепиской книг, главным образом для студентов Падуанского университета. Не позже 1282 года, которым датируется первый подписанный им документ, он стал учиться нотариальному делу у падуанского правоведа-гуманиста Ловато Ловати (1241—1309), однако университетского образования, по-видимому, так и не получил, в силу чего не смог сделать карьеры в судебных органах. Тем не менее, к середине 1290-х годов завоевал себе немалый авторитет в качестве нотариуса, составив, в частности, в 1293 году для властей Падуи опись активов семьи Эсте, и в 1296 году заслужил рыцарское звание, получив должность городского судьи и став членом падуанского Большого Совета (Consiglio Maggiore).
С 1297 года занимал в Падуе разные общественные должности, начав карьеру в качестве подеста небольшого г. Лендинара. В 1300 году ездил с посольством в Рим к папе Бонифацию VIII, с целью обеспечить контроль со стороны последнего за деятельностью падуанской инквизиции. Параллельно с этим добился от понтифика назначения своего брата Гуальпертино на должность настоятеля бенедиктинского аббатства Санта-Джустина. В апреле 1301 года был отправлен во Флоренцию в качестве исполнителя судебных постановлений, сроком на 6 месяцев. 
Поддерживал знакомство и вёл переписку с известным философом Марсилием Падуанским, а также нотариусами и хронистами Бенцо Алесса́ндрийским и Джованни да Чермена́те Миланским. 
В 1304 году обменялся стихами со своим учителем Ловати по поводу Соляной войны, проигранной Падуей Венецианской республике, в результате чего монастырь его брата Гуальпертино лишился части соляных месторождений на полуострове Кальчинара в Венецианской лагуне, близ Кьоджи, арендовавшихся падуанскими властями. С 1 апреля по 30 сентября 1309 года на Муссато возлагались обязанности в сфере поддержания общественного и правового порядка во Флоренции. 
Четырежды направлен был послом к Генриху VII, добиваясь у него привилегий для Падуи, в которую этот германский император намеревался назначить вместо подеста своего викария. В начале января 1311 года присутствовал на коронации Генриха в Милане, а летом того же года назначен был главой падуанского посольства, результатом деятельности которого стало подчинение Падуи Священной Римской империи 16 июня 1311 года.
После того как в апреле 1314 года против правителей Падуи началось восстание, а сам Муссато попал в плен к правителю Вероны Кан Гранде I делла Скала, он был вынужден оставить город, вступив в конфликт с Джакомо да Каррара, и скрывался в деревне Вигодарзере, но вскоре получил дозволение вернуться. 5 декабря 1315 года первым из итальянских поэтов был коронован лавровым венком сенатом и университетом Падуи и удостоен почётного звания лауреата, присвоенного ему с санкции епископа Пагано делла Торре. 
В 1317 году он участвовал в посольстве в Болонью, в 1319 во Флоренцию, в 1323 году в герцогство Каринтию, а в начале 1325 года — в Германию к Людовику Баварскому, однако влияние его в Падуе при новых правителях Каррара, врагах семьи его покровителей Лемичи, неуклонно слабело, невзирая на ежегодные формальные почести, выражавшиеся в том, что на рождество его дом посещала торжественная процессия университетских докторов и студентов со свечами, трубами и дарами. 
В 1318 году он вынужден был вновь оставить родной город, укрывшись вместе с братом Гуальпертино в замке Тревиль близ Кастельфранко-Венето (совр. провинция Тревизо). Весной 1325 года окончательно был изгнан из Падуи капитано дель пополо Никколо да Каррара и спустя четыре года, 31 мая 1329 года, умер в Кьодже в возрасте 68 лет.

## Семья
Имел, как минимум, двух младших братьев и сестру. В 1294 году вступил в брак с Мабилией Лемичи, внебрачной дочерью падуанского ростовщика Гульельмо Денте Лемичи, от которой имел сына Виталиано и нескольких дочерей.

## Сочинения
Важнейшими историческими сочинениями Муссато являются «Державная история» (Historia Augusta), или «Деяния Генриха VII Цезаря» (De gestis Henrici VII Caesaris) в 16 книгах, практически детально описывающие политику Генриха VII в Италии с 1310 по 1313 год, образцами для которых послужили труды его земляка Тита Ливия и Светония, а также хроника «Деяния италийские после императора Генриха VII» (De gestis Italicorum post Henricum VII Caesarem) в 14 книгах, составленная в подражание Саллюстию, доведённая до июля 1321 года и частично основанная на личных воспоминаниях автора и документах его эпохи. 
В отличие от современных ему хронистов, Муссато стремится обозреть в своих исторических трудах события во всей Италии, а также преодолеть хроникальную описательность и концептуально организовать излагаемые факты. Как историк он, по сути, отвергает божественный провиденциализм, уделяя значительно большее внимание причинно-следственным связям и увязывая исторические циклы с астрологическими теориями. Он пытается точно и беспристрастно излагать исторические события, очевидцем и участником которых являлся сам, но не «кухонной» латынью Салимбене Пармского и не народным языком Дино Компаньи, а «высоким стилем» Ливия. Антикизируя названия общественных должностей и социальных институтов, он упоминает повсюду трибы, декурионов, когорты и т. п., себя самого всегда называя в третьем лице, в силу чего рассказ его звучит торжественно и эффектно, но теряет порою связь с красочной живой действительностью, которую блестяще передают Салимбене и Дино.
Будучи близок по своим политическим убеждениям Данте, Муссато заявляет, что не поддерживает ни гибеллинов, ни гвельфов, хотя недвусмысленно увязывает итальянский поход Генриха VII (1308—1313) со своими надеждами на объединение Италии.
Гуманистическими идеями проникнуты латинские стихотворения Муссато, испытавшие на себе влияние римских поэтов Катулла, Тибулла и Проперция, а также трагедия «Эцеринида» (Ecerinis) в пяти актах. Написанная в 1315 году в подражание «Фиесту» Сенеки, она носит форму диалогизированного повествования и посвящена деяниям веронского тирана Эццелино III да Романо (ум. 1259), которого автор сравнивает с Кан Гранде делла Скала, описывая его злодеяния в укор правителям современности. Основным источником сведений об Эццелино стала для Муссато «Хроника событий вокруг Тревизской марки» Роландино Падуанского (1262). Направленная против тирании, «Эцеринида» стала первой светской трагедией со времён древнего Рима.
Его вышеназванное стихотворение «De Celebratione suae diei nativitatis facienda vel non» (1317), написанное ко дню собственного 55-летия, содержит краткий обзор всей его жизни поэта, проникнутый гордостью за свои заслуги перед народом и городом Падуей. Главную из них он видит в том, что он ввёл в литературный и шире — в идейный оборот античный материал. Отмечая нехристианскую природу творчества поэтов классической древности, которых он считает первыми богословами, он ссылается на Аристотеля. Полемизируя с богословом Джованни Мантуанским, подвизавшимся в XI веке в Падуе, он утверждает, что поэзия не является средством выражения слова Божьего и содержит лишь аллегории божественных творений. Намереваясь стереть грань между поэзией и теологией, он подчеркивает преемственность между Священным писанием и античной классикой, содержащей в возвышенной форме практически те же истины. 
Его поэма «De obsidione domini Canis grandis de Verona ante civitatem Paduanem», посвящённая осаде Падуи войсками Кан Гранде делла Скала в 1319—1320 годах, осталась неоконченной.
В 1320-х годах, заболев во время дипломатической поездки в Сиену, Муссато остановился в предместье Флоренции, в доме епископа Антонио дель Орсо, написав поэму «Сновидения больного» (Somnium in aegritude), в которой, явно находясь под впечатлением от «Божественной комедии» Данте, имя которого, он, однако, не упоминает ни в одном из своих сочинений, описал своё путешествие в три подземных царства, красочно изложив свои взгляды на загробную жизнь. В его оценках пробиваются уже ростки индивидуалистического религиозного сознания, развившиеся в трудах итальянских гуманистов треченто.
Весной 1329 года, незадолго до своей смерти, находясь в ссылке в Кьодже, Муссато закончил свой третий исторический труд — «Людовик Баварец» (Ludovicus Bavarus), охватывающий события 1325—1329 годов, в центре сюжета которого стоит итальянский поход германского императора, закончившийся смещением римского папы Иоанна XXII и миланского правителя Галеаццо I Висконти (1327). Довольно поверхностно описав подробности военного похода и умолчав о коронации Людовика железной лангобардской короной в Милане, преимущественное внимание он уделил событиям 1328 года в Риме, подтолкнувшим последнего к отступлению из Италии. Если в «Августейшей истории» он симпатизирует Генриху VII, способному, по его мнению, объединить итальянские государства, то в «Людовике Баварце» открыто осуждает германские войска как «душителей свободы» и «варваров», нашествие которых является наказанием Божьим за грехи.  
Перу Муссато принадлежат также 17 поэтических посланий (Epistolae), из которых наиболее значимо первое, посвященное проблемам драматургии и истории, пятое и семнадцатое, об искусстве поэзии, 5 священных монологов, две поэмы религиозного содержания, а также различные эпитафии и выдержки из произведений Сенеки и Овидия. Последние творения Муссато находится заметно ближе к христианской традиции, что объясняется его преклонным возрастом и жизненными невзгодами, вызванными изгнанием. 
Невзирая на то, что Муссато, житель провинциальной Падуи, ограниченный рамками провинциального патриотизма, на заре Треченто стоял вне основного русла идеологического развития Италии, шедшего, главным образом, через Флоренцию, в его произведениях уже содержится немало литературных приёмов и мотивов, которые спустя несколько десятилетий прославят на всю Европу творения Петрарки и Боккаччо. Его идеи, высказанные в трактате «De lite naturae et fortunae», были усвоены рядом видных деятелей итальянского Возрождения, в первую очередь флорентийским юристом и государственным деятелем Колюччо Салютати (1331—1406).
Исторические труды и трагедия «Эцеринида» Муссато впервые были напечатаны в 1636 году в Венеции под редакцией профессора риторики Падуанского университета Феличе Осио и литературного критика Никола Виллани, и переизданы в 1727 году в Милане церковным историком Лудовико Антонио Муратори, включившим их в 10 том редактировавшегося им свода «Историописателей Италии» (Rerum Italicarum Scriptores).

## Издания
- Albertini Mussati Historia Augusta, De gestis Italicorum post Henricum VII Caesarem // Rerum Italicarum scriptores. — Tomus X. — Mediolani: Typographia Societatis Palatinae in Regia Curia, 1727. — coll. 1—800.
- Ecerinide, tragedia. A cura di Luigi Padrin, gon uno studio di Giosuè Carducci. — Bologna: Zanichelli, 1900. — lx, 286 p.
- Albertino Mussato. Ludwig der Bayer // Geschichte Ludwigs des Bayern. — Band II: Italienische Quellen des 14. Jahrhunderts. — Essen: Phaidon, 1987.
- «Эцеринида» Альбертино Муссато / Пер. М. Л. Гаспарова // Другие средние века. К 75-летию А. Я. Гуревича / Сост. И. В. Дубровский, С. В. Оболенская, М. Ю. Парамонова. — М.; СПб.: Университетская книга, 1999. — С. 79—98.